# Рунар Гове
Рунар Уллаланд Гове (норв. Runar Ullaland Hove, нар. 8 серпня 1995, Флоре, Норвегія) — норвезький футболіст, центральний захисник клубу «Вікінг».

## Клубна кар'єра
Рунар Гове народився у містечку Флоре і грати у футбол починав у місцевому клубі «Флоре СК», з яким з 2011 року за сім сезонів піднявся з Третього дивізіону до Першого.
У грудня 2018 року Гове підписав трирічний контракт з клубом Елітсерії «Вікінг». Не зважаючи на травму на початку сезону 2019 року Гове забронював за собою місце основного захисника команди. Брав участь у фінальному матчі Кубку Норвегії 2019 року. У другій половині сезону 2020 року Гове знову отримав важку травму підколінного сухожилля, яка вибила гравця з гри до кінця сезону.

## Збірна
Рунар Гове провів кілька матчів у складі юнацьких збірних Норвегії.

## Досягнення
Вікінг
 Переможець Кубка Норвегії: 2019